# Stazione di Mahlow
La stazione di Mahlow si trova nella centro abitato di Mahlow, frazione del comune di Blankenfelde-Mahlow, circondario del Teltow-Fläming, nello stato tedesco del Brandeburgo. Si trova sulla linea Berlino–Dresda ed è servita dalla linea S2 della S-Bahn di Berlino.
Si trova nel centro della città di Mahlow, a poche centinaia di metri dalla Berliner Außenring.

## Storia
La stazione di Mahlow venne aperta, insieme alla ferrovia di Dresda, il 17 giugno 1875. I treni elettrici della S-Bahn giunsero a Mahlow dal 15 maggio 1939 e il collegamento della S-Bahn venne esteso a Rangsdorf nell'ottobre 1940. Nel 1943, la stazione fu colpita e gravemente danneggiata dai bombardamenti aerei.
Il traffico della S-Bahn dal nord fu interrotto dalla costruzione del muro di Berlino nell'agosto 1961. Un servizio navetta fu operato a sud di Rangsdorf, ma fu chiuso nel settembre 1961. Invece un servizio esistente tra Rangsdorf e Wünsdorf venne esteso a Mahlow, ma fu deviato oltre il Berliner Außenring a Schönefeld nel maggio 1963.
Dopo la riunificazione della Germania, fu deciso di ricollegare la rete S-Bahn di Berlino Ovest con l'area circostante. Poiché la ferrovia di Dresda era stata elettrificata nel 1985, il ripristino della S-Bahn a Rangsdorf avrebbe richiesto la costruzione di una sezione completamente nuova della linea. Pertanto, il ripristino iniziale dei servizi della S-Bahn venne limitato a Blankenfelde, dove era necessario il transito dei servizi regionali. Il "Blauer Bock" fu abbandonato il 16 settembre 1991 e i servizi elettrici furono ripristinati nella sezione ricostruita. Il servizio della S-Bahn da Blankenfelde a Mahlow passando per Lichtenrade e fino a Bernau riprese il 31 agosto 1992.

## Infrastrutture
L'edificio della stazione si trova a est dei binari. È essenzialmente un nuovo edificio, costruito nel 1961 e aperto poco prima della costruzione del muro di Berlino. La piattaforma S-Bahn si trova in una posizione elevata ed è una piattaforma insulare con due binari. Mahlow funge da stazione di incrocio, dove i treni sulla linea S2 si incontrano sulla linea, altrimenti a binario unico, tra Lichtenrade e Blankenfelde. I binari a lunga percorrenza, ora dismessi, corrono tra la piattaforma e l'edificio della stazione e a nord dell'edificio della stazione c'è una pista per il carico merci da e per il trasporto su strada.